# Districte de Charleville-Mézières
El Districte de Charleville-Mézières és un dels quatre districtes amb què es divideix el departament francès de les Ardenes, a la regió del Gran Est. Té 17 cantons i 160 municipis. El cap del districte és la prefectura de Charleville-Mézières.

## Cantons
cantó de Flize - cantó de Fumay - cantó de Givet - cantó de Mézières-Centre-Oest - cantó de Mézières-Est - cantó de Monthermé - cantó de Nouzonville - cantó d'Omont - cantó de Renwez - cantó de Revin - cantó de Rocroi - cantó de Rumigny - cantó de Signy-l'Abbaye - cantó de Signy-le-Petit - cantó de Villers-Semeuse - cantó de Charleville-La Houillère - Cantó de Charleville-Centre